# Mörkatjärnen (Sätila socken, Västergötland, vid Änkatjärnen)
Mörkatjärnen är en sjö i Marks kommun i Västergötland och ingår i Kungsbackaåns huvudavrinningsområde.